# Das vierte Gebot (1920)
Das vierte Gebot ist ein österreichisch-deutsches Stummfilmdrama aus dem Jahre 1920 von Richard Oswald nach dem gleichnamigen Stück von Ludwig Anzengruber mit Louis Ralph in der Hauptrolle.

## Handlung
Hedwig Hutterer liebt den mittellosen Klavierlehrer Robert Frey. Ihr Vater verbietet die Beziehung, da er diese als nicht standesgemäß erachtet und befiehlt ihr, den reichen Lebemann Stolzenthaler zu heiraten. Hedwig wendet sich an Priester Eduard, der ihr jedoch rät, sich an das vierte Gebot zu halten: „Du sollst Vater und Mutter ehren“ … und eine gehorsame Tochter sein. Gleich nebenan wohnt die Familie Schalanter. Der Vater, ein Trinker, arbeitet als Handwerksmeister, die Mutter ist eine Kupplerin. Tochter Josepha hatte einst ein Verhältnis mit Stolzenthaler, Sohn Martin, ein Soldat, wurden von den Eltern vernachlässigt. Beider Großmutter warnt die Kinder vor dem schlechten Vorbild der Eltern.
Ein Jahr später. Hedwig hat ein kränkliches Kind zur Welt gebracht, ihre Ehe mit Stolzenthaler ist zerrüttet. Klavierlehrer Frey ist beim Militär Martins Vorgesetzter geworden und ist mit dessen Unzuverlässigkeit und mangelnder Disziplin unzufrieden. Bei einer Zufallsbegegnung Hedwigs mit Frey bittet er sie um ein Gespräch und machen einen Treffpunkt aus. Martin Schalanter und sein Vater belauschen die beide bei der Verabredung. Martin will sich an Frey für die schikanöse Behandlung beim Militär rächen und informiert Hedwigs Gatten Stolzenthaler über die Begegnung. Dieser nimmt an, dass Hedwig ihn betrügt und wirft sie aus dem Haus. Im vereinbarten Treffpunkt, einem Gasthaus, tauchen die restlichen Schalanters auf und setzen sich zu Frey an den Tisch. Es kommt zu einem Streit, infolge dessen Martin Frey erschießt. Der im Sterben liegende Frey wird in die nächste Stadt gebracht, Hedwig ist bei seinem Tod anwesend. Martin wird festgenommen, vor Gericht gestellt und wegen Mordes zum Tode verurteilt.
Hedwig und Stolzenthaler sind geschieden, ihr gemeinsames Kind ist tot. Hedwig ist seelisch zerbrochen und dem Tode nahe. Vater Hutterer gesteht seine Schuld an ihrem Elend ein. In seiner Todeszelle will Martin Schalanter nur noch Priester Eduard, seinen Schulfreund von einst, sehen, nicht aber seine Eltern. Martin gesteht Eduard, dass er ihn um sein intaktes Elternhaus beneidet. Kurz vor der Hinrichtung besucht Schalanter noch seine Großmutter. Eduard ist ebenfalls anwesend. Martin erkennt, dass die Großmutter mit ihrer Einschätzung vor der Schlechtigkeit seiner Eltern recht gehabt hat und entgegnet dem Priester auf dessen Mahnung „Denk an das vierte Gebot!: Du hast’s leicht, du weißt nit, dass’s für manche des größte Unglück is, von ihre Eltern erzog’n zu wird’n. Wenn du in der Schul’ den Kindern lernst: Ehret Vater und Mutter’, so sag’s auch von der Kanzel den Eltern, daß s’ danach sein sollen.“

## Produktionsnotizen
Das vierte Gebot, auch bekannt unter dem Untertitel Martin Schalanters letzter Gang. Eine Elterntragödie, entstand 1920 in Wien und wurde am 3. Dezember 1920 in Berlins Richard Oswald-Lichtspielen uraufgeführt. Die Länge des Fünfakters (in Österreich) bzw. Sechsakters (in Deutschland) betrug 1945 Meter.

## Kritik
„Richard Oswalds Regie weiß noch mehr herauszuholen, vor allem einen dramatischen Aufbau und dadurch eine tiefgehende Wirkung zu geben (…) Glänzend war die Besetzung (…) Insbesondere Louis Ralph bot eine hervorragende Leistung, die nicht bald ihresgleichen finden wird. Ein Wiener Volksstück, hat Richard Oswald es verstanden, diesen Charakter voll zu bewahren.“